# Walter Ribonetto
Wálter Darío Ribonetto (Corral de Bustos, 6 de julio de 1974) es un exfutbolista y entrenador argentino que se desempeñaba como defensor. Actualmente dirige a Godoy Cruz.

## Trayectoria

### Como jugador
Ribonetto no debutó profesionalmente hasta los 27 años, ya que hasta entonces solo había jugado fútbol amateur en las ligas regionales.Debutó profesionalmente con Lanús en 2001, jugando en el club hasta 2003, luego fue cedido al Querétaro, de México, al Junior, de Colombia, y al Olimpia de Paraguay, antes de regresar a Argentina en 2006 para retomar su carrera en Lanús. En 2007, formó parte del plantel que ganó el Torneo Apertura, el primer título de liga de la máxima categoría del club bonaerense.
En enero de 2008, se marchó a Rosario Central. Pasó luego a Quilmes para la temporada 2009-10, donde consiguió el ascenso a la Primera División. Tras esa experiencia, se incorporó a Talleres (C), club en el que se retiró en 2012.

### Como entrenador
Inicio su carrera como asistente técnico de Diego Dabove en Godoy Cruz, Argentinos Juniors, San Lorenzo y Banfield.En mayo de 2022, fue confirmado como entrenador de la reserva de Talleres de Córdoba.En total, dirigió 69 partidos, con 32 victorias, 14 empates y 23 derrotas.
El 20 de diciembre de 2023, fue oficializado como entrenador del primer equipo de Talleres, en reemplazo de Javier Gandolfi. En agosto de 2024, dejó su cargo luego de una serie de malos resultados que se acentuaron con la eliminación en la Copa Libertadores.
En noviembre de 2024, asumió al frente del FBC Melgar. El 27 de julio de 2025, fue relevado de sus funciones después de una serie de malos resultados en el torneo local.
El 9 de agosto de 2025, fue anunciado como técnico de Godoy Cruz.

## Clubes

### Como jugador
| Club            | País      | Año       |
| --------------- | --------- | --------- |
| Lanús           | Argentina | 2001-2003 |
| Querétaro       | México    | 2004      |
| Junior          | Colombia  | 2004      |
| Lanús           | Argentina | 2005      |
| Olimpia         | Paraguay  | 2005-2006 |
| Lanús           | Argentina | 2006-2007 |
| Rosario Central | Argentina | 2008-2009 |
| Quilmes         | Argentina | 2009-2010 |
| Talleres (C)    | Argentina | 2010-2012 |

### Como ayudante de campo
| Club               | País      | Director técnico | Año       |
| ------------------ | --------- | ---------------- | --------- |
| Sport Rosario      | Perú      | Gustavo Onaindia | 2017      |
| Godoy Cruz         | Argentina | Diego Dabove     | 2017-2018 |
| Argentinos Juniors | Argentina | Diego Dabove     | 2018-2020 |
| San Lorenzo        | Argentina | Diego Dabove     | 2021      |
| Bahia              | Brasil    | Diego Dabove     | 2021      |
| Banfield           | Argentina | Diego Dabove     | 2021-2022 |
| Huracán            | Argentina | Diego Dabove     | 2022      |

### Como entrenador
| Club               | País      | Año           |
| ------------------ | --------- | ------------- |
| Lanús (inferiores) | Argentina | 2012-2014     |
| Independiente (CL) | Argentina | 2014-2017     |
| Talleres (reserva) | Argentina | 2022-2023     |
| Talleres           | Argentina | 2023-2024     |
| FBC Melgar         | Perú      | 2024-2025     |
| Godoy Cruz         | Argentina | 2025-presente |

## Estadísticas como entrenador
| Equipo               | Div.                | Temporada           | Liga  | Liga | Liga | Liga | Liga |       | Copa | Copa | Copa | Copa  |   | Internacional | Internacional | Internacional | Internacional | Internacional |   | Otros | Otros | Otros | Otros |    | Totales | Totales     | Totales | Totales | Totales | Totales | Totales | Totales | Totales |
| Equipo               | Div.                | Temporada           | Part. | G    | E    | P    | Pos. | Part. | G    | E    | P    | Part. | G | E             | P             | Pos.          | Part.         | G             | E | P     | Part. | G     | E     | P  | Puntos  | Rendimiento | GF      | GC      | Dif.    |         |         |         |         |
| -------------------- | ------------------- | ------------------- | ----- | ---- | ---- | ---- | ---- | ----- | ---- | ---- | ---- | ----- | - | ------------- | ------------- | ------------- | ------------- | ------------- | - | ----- | ----- | ----- | ----- | -- | ------- | ----------- | ------- | ------- | ------- | ------- | ------- | ------- | ------- |
| Talleres Argentina   | 1.ª                 | 2024                | 12    | 5    | 5    | 2    | Inc. | 16    | 8    | 6    | 2    | 8     | 4 | 1             | 3             | 1/8           | -             | -             | - | -     | 36    | 17    | 12    | 7  | 63/108  | 58.33%      | 56      | 39      | +17     |         |         |         |         |
| Talleres Argentina   | Total               | Total               | 12    | 5    | 5    | 2    | -    | 16    | 8    | 6    | 2    | 8     | 4 | 1             | 3             | -             | -             | -             | - | -     | 36    | 17    | 12    | 7  | 63/108  | 58.33%      | 56      | 39      | +17     |         |         |         |         |
| Melgar · Perú        | 1.ª                 | 2025                | 20    | 9    | 7    | 4    | Inc. | -     | -    | -    | -    | 10    | 4 | 1             | 5             | FG            | -             | -             | - | -     | 30    | 13    | 8     | 9  | 47/90   | 52.22%      | 39      | 38      | +1      |         |         |         |         |
| Melgar · Perú        | Total               | Total               | 20    | 9    | 7    | 4    | -    | -     | -    | -    | -    | 10    | 4 | 1             | 5             | -             | -             | -             | - | -     | 30    | 13    | 8     | 9  | 47/90   | 52.22%      | 39      | 38      | +1      |         |         |         |         |
| Godoy Cruz Argentina | 1.ª                 | 2025-C              | 1     | 0    | 0    | 1    | -    | -     | -    | -    | -    | 1     | 0 | 0             | 1             | -             | -             | -             | - | -     | 2     | 0     | 0     | 2  | 0/6     | 0%          | 3       | 6       | -3      |         |         |         |         |
| Godoy Cruz Argentina | Total               | Total               | 1     | 0    | 0    | 1    | -    | -     | -    | -    | -    | 1     | 0 | 0             | 1             | -             | -             | -             | - | -     | 2     | 0     | 0     | 2  | 0/6     | 0%          | 3       | 6       | -3      |         |         |         |         |
| Total en su carrera  | Total en su carrera | Total en su carrera | 33    | 14   | 12   | 7    | -    | 16    | 8    | 6    | 2    | 19    | 8 | 2             | 9             | -             | -             | -             | - | -     | 68    | 30    | 20    | 18 | 110/204 | 53.92%      | 98      | 83      | +15     |         |         |         |         |
| 1. 2.                |                     |                     |       |      |      |      |      |       |      |      |      |       |   |               |               |               |               |               |   |       |       |       |       |    |         |             |         |         |         |         |         |         |         |

#### Resumen por competencias
| Torneo                        | PD | G  | E  | P  | GF | GC | Dif. | Rendimiento | Mejor Resultado        |
| ----------------------------- | -- | -- | -- | -- | -- | -- | ---- | ----------- | ---------------------- |
| Primera División de Argentina | 13 | 5  | 5  | 3  | 19 | 18 | +1   | 51.28%      | 7.° lugar              |
| Copa Argentina                | 2  | 2  | 0  | 0  | 4  | 0  | +4   | 100%        | Dieciseisavos de final |
| Copa de la Liga Profesional   | 14 | 6  | 6  | 2  | 24 | 16 | +8   | 57.15%      | Fase de grupos         |
| Primera División del Perú     | 20 | 9  | 7  | 4  | 30 | 23 | +7   | 56.67%      | 6.º lugar              |
| Copa Libertadores             | 12 | 6  | 1  | 5  | 15 | 14 | +1   | 52.78%      | Octavos de final       |
| Copa Sudamericana             | 7  | 2  | 1  | 4  | 6  | 12 | -6   | 33.33%      | Fase de grupos         |
| Total                         | 68 | 30 | 20 | 18 | 98 | 83 | +15  | 53.92%      | Sin Títulos            |

## Palmarés

### Como jugador

#### Campeonatos nacionales
| Título              | Club   | País      | Año  |
| ------------------- | ------ | --------- | ---- |
| Torneo Finalización | Junior | Colombia  | 2004 |
| Torneo Apertura     | Lanús  | Argentina | 2007 |

### Distinciones individuales

#### Como entrenador
| Distinción                          | Año  |
| ----------------------------------- | ---- |
| DT del Mes de febrero de la Liga 1. | 2025 |